# NGC 1753
NGC 1753 este o galaxie spirală situată în constelația Orion. A fost descoperită în 31 octombrie 1886 de către Lewis A. Swift. Se află la o distanță de 53,38 de megaparseci de Pământ.